# Raef LaFrentz
Raef Andrew LaFrentz (ur. 29 maja 1976 w Hampton) – amerykański koszykarz, występujący na pozycjach skrzydłowego oraz środkowego.
W 1994 wystąpił w meczu gwiazd amerykańskich szkół średnich - McDonald’s All-American.

## Osiągnięcia
NCAA
- 2-krotny Zawodnik Roku Konferencji Big 12 (1997, 1998)[2]
- MVP turnieju Maui Invitational (1997)[2]
- Zaliczony do I składu[2]: 
  - All-American (1997, 1998)
  - All-Big 12 (1997, 1998)
  - turnieju Big 12 (1997, 1998)
- Lider konferencji Big 12 w zbiórkach (1998)[3]
- Uczelnia zastrzegła należący do niego numer 45 (2003)[4]

NBA
- Uczestnik Rookie Challenge (2000)[2]

Reprezentacja
- Uczestnik mistrzostw świata (2002 – 6.miejsce)[5]

Inne
- Wybrany do Galerii Sław Sportu stanu Kansas (2011)[4]